# Assault Attack
Assault Attack è il terzo album dei Michael Schenker Group, pubblicato nel 1982 per la Chrysalis Records.

## Tracce
1. Assault Attack (Bonnet, Glen, McKenna, Schenker) - 4:19
2. Rock You to the Ground (Bonnet, Schenker) - 5:49
3. Dancer (Bonnet, Schenker) - 4:42
4. Samurai (Bonnet, Glen, Schenker) - 5:18
5. Desert Song (Bonnet, Schenker) - 5:52
6. Broken Promises (Bonnet, Glen, Schenker) - 6:23
7. Searching for a Reason (Bonnet, Schenker) - 3:49
8. Ulcer (Schenker) - 3:54

## Formazione
- Graham Bonnet - voce
- Michael Schenker - chitarra
- Chris Glen - basso
- Tommy Eyre - tastiere
- Ted Mckenna - batteria